# Ambiance à Vindåkra

Ambiance à Vindåkra var en restaurang i Tygelsjö utanför Malmö. 
Restaurangen öppnades 2011 av Karim Khouani i den gamla skånegården Vindåkra. Matsalen rymde 30 gäster, och 80 i konferensmatsalen. 2015 belönades restaurangen, som en av de första tre i Skåne, med en stjärna i Guide Michelin På hösten 2016 sålde Khouani restaurangen till Sven Jensen och Alexander Fohlin, som året därpå öppnade SAV i lokalerna. Khouani tog istället över Sture i Malmö.